# Мушкетик Леся Георгіївна
Мушкетик Леся Георгіївна (25 вересня 1955, Київ) — українська фольклористка, докторка філологічних наук, провідна наукова співробітниця Інституту мистецтвознавства, фольклористики та етнології ім. М. Т. Рильського НАН України. Член-кор. Національної академії наук України . Членкиня іноземної колегії Угорської академії наук.
Відповідальна редакторка щорічника «Слов'янський світ [Архівовано 23 березня 2015 у Wayback Machine.]», членкиня редколегії часопису «Народна творчість та етнологія [Архівовано 25 червня 2013 у Wayback Machine.]», «Міфологія і фольклор», «Компаративні
дослідження слов’янських мов і літератур», «Матеріали до української етнології [Архівовано 23 березня 2015 у Wayback Machine.]», «Науковий вісник УжНУ. Філологія» та ін.
У 2013 – 2018 роках була Головою Національної асоціації україністів [Архівовано 21 березня 2014 у Wayback Machine.].
Членкиня Міжнародного угрознавчого товариства (Будапешт),  Угорського етнографічного товариства (іноземне членство).
Перекладачка. Член Національної спілки письменників України та Спілки письменників Угорщини.

## Життєпис
Народилася 25 вересня 1955 р. у м. Києві в родині письменника Юрія (Георгія) Мушкетика. У 1977 р. закінчила філологічний факультет Київського державного університету  ім. Тараса Шевченка.
З 1978 року працює в Інституті мистецтвознавства, фольклористики та етнології ім. М. Т. Рильського НАН України. Нині провідний науковий співробітник відділу української та зарубіжної фольклористики.
1988 року захистила дисертацію кандидата філологічних наук, 2010 р. — доктора філологічних наук.
Працювала за сумісництвом у Київському національному університеті імені Тараса Шевченка, доцентом та завідувачем кафедри.
У 1994–1997 роках викладала українську мову в Дебреценському університеті ім. Лайоша Кошута та Ніредьгазькому інституті (Угорщина).

## Наукова діяльність
У доробку Лесі Мушкетик близько 400 наукових праць, у тому числі монографій, статей та розвідок із проблем української та зарубіжної фольклористики, славістики, угрознавства, перекладознавства (науковий та художній переклад).

### Монографії
- Славістична фольклористика в Угорщині (кінець XIX-ХХ ст.) (1992).
- Переклад з угорської на українську мову: теоретичні узагальнення і практичний досвід (2006).
- Людина в народній казці Українських Карпат: на матеріалі оповідальної традиції українців та угорців (2010).
- Фольклор українсько-угорського порубіжжя (2013).
- Славістичні студії в Угорщині: історія та сучасний стан (2014).
- Персонажі української народної казки (2014).
- Сучасна угорська етнологія (2017).
- Моральний канон української традиційної культури: за фольклорними джерелами (2022).

### Розділи в  колективних монографіях
- Угорська література в Україні. Художні та наукові картини світу XX ст.: до 110-ї річниці М. Рильського. Київ, 2006.
- Угорські національні герої у народній прозі Закарпаття. Україна – Угорщина: спільне минуле та сьогодення.  Київ, 2006 (укр. та угор. мовами).

- Українсько-угорські взаємовпливи: на матеріалах усної народної прози Закарпаття. Українське порубіжжя: історія, етнокультурний розвиток, проблеми ідентифікації. Київ, 2011.

- Славістична фольклористика Угорщини кінця XX — початку XXI ст. Мистецтво та фольклор слов'ян у європейському контексті. Київ, 2012.

- Угорська фольклористика та етнографія кінця XIX — початку XXI ст. Сучасна  фольклористика європейських країн. Київ, 2013.
- Сучасна фольклорна культура українців Угорщини. Фольклорні пограниччя європейських країн у контексті сучасних трансформацій та глобалізаційних викликів. До XIII міжнародного з'їзду славістів (Париж 2023). Київ, 2021.
- Ґендерний етос традиційного українського суспільства у фольклористичних працях Володимира Гнатюка. Володимир Гнатюк у європейському науковому просторі. Тернопіль, 2021.
- Події та діячі угорської історії в західноукраїнських наративах. Сучасні аспекти дослідження міжетнічних зв’язків у фольклорі. Київ, 2019.
- До питання «націоналізації» образів угорських історичних героїв в українській народній прозі Закарпаття. Угорсько-українське пограниччя: етнополітичні, мовні та релігійні критерії самоідентифікації населення. Львів, 2020.
- Сучасна фольклорна культура українців Угорщини. Фольклорні пограниччя європейських країн у контексті сучасних трансформацій та глобалізаційних викликів. Київ, 2021.
- Питання мови та освіти у середовищі нацменшин Угорщини. Мова і війна. Динаміка мовної системи і мовна політика. Київ, 2024.

### Словники, енциклопедії
- Magyar-ukrán szótár. Угорсько-український словник, 2005. — Т. I. A-Ly. — 916 с.;  Т. 2. M-Zs. — 717 с. (співукладач).
- Енциклопедичний словник «Художня культура західних і південних слов'ян (ХІХ–ХХ ст.)» (2006) (авторка статей).
- Українська славістична фольклористика (XIX – початок XXI століття). Енциклопедичний словник [голов. ред. Г. Скрипник] ; НАН України, ІМФЕ ім. М. Т. Рильського. Київ, 2019  (авторка статей).
- Фольклористика. Українська фольклористична енциклопедія  [голов. ред. Г. Скрипник] Київ, 2019 (авторка статей).
- Енциклопедія Сучасної України (авторка статей).
- Велика Українська Енциклопедія (авторка статей).

### Збірники
- Ukrán folklór — Український фольклор. Тексти (1994).
- Під одним небом: Фольклор етносів України, (1997) (співавтор).
- Ritkaszép magyar népmesék -Угорські народні казки рідкісної краси (2003) (пер., уклад., вступ. ст.).
- Угорські казки (2010) (пер.,уклад.  вступ. ст.).
- Народна творчість та етнографія: угорський спецвипуск (2006, № 4) (пер.,уклад.  вступ. ст.).

## Перекладацька робота

### Монографії
- Андраш Гьорьомбеї. Історія угорської літератури (1998).

- Ласло Коша. Чиї ви сини: Огляд угорської етнографії (2003).

- Сучасна зарубіжна етнологія: Угорська етнологія (2011, Т.2).

### Художня література
- Ева Яніковскі. Я і мій дитячий садок (1987).
- Алфред Лукс. Нічна «коректура» (1988).
- Тібор Залан. Котидзьобик Хі-Ба (1991).
- Ержебет Галгоці. Церква святого Христофора (1990).
- Ендре Фейеш. Добривечір, літо, добривечір, кохання (1990).
- Вілмош Чаплар. Грошей, та чим більше (1994).
- Дежьо Костолані. Нерон, кривавий поет (1995).
- Іштван Еркень. Тоти (2010).
- Тібор Дері. Любий бо п-е-ер (2011).

Статті в ж. «Народна творчість та етнографія», оповідання в ж. «Всесвіт», збірці «На крилах Жовтня» та ін.

## Нагороди
- Грамота Дебреценського університету ім. Лайоша Кошута за заслуги у викладанні української мови (1997 р.).

- Персональна відзнака Форуму видавців 2013 р. та премія «Благовіст» Національної  спілки письменників України за монографію «Фольклор українсько-угорського порубіжжя».

## Родина
Чоловік Лесі Мушкетик Плачинда Володимир Сергійович — український науковець і дипломат, син письменника Сергія Плачинди.